# ورنس سور لیر
ورنس سور لیر (به فرانسوی: Varennes-sur-Loire) یک کمون در فرانسه است که در Canton of Allonnes واقع شده‌است.

## خصوصیات
ورنس سور لیر ۲۲٫۶۶ کیلومترمربع مساحت و ۱٬۸۰۰ نفر جمعیت دارد و ۲۸ متر بالاتر از سطح دریا واقع شده‌است.